# Melanotaeniidae

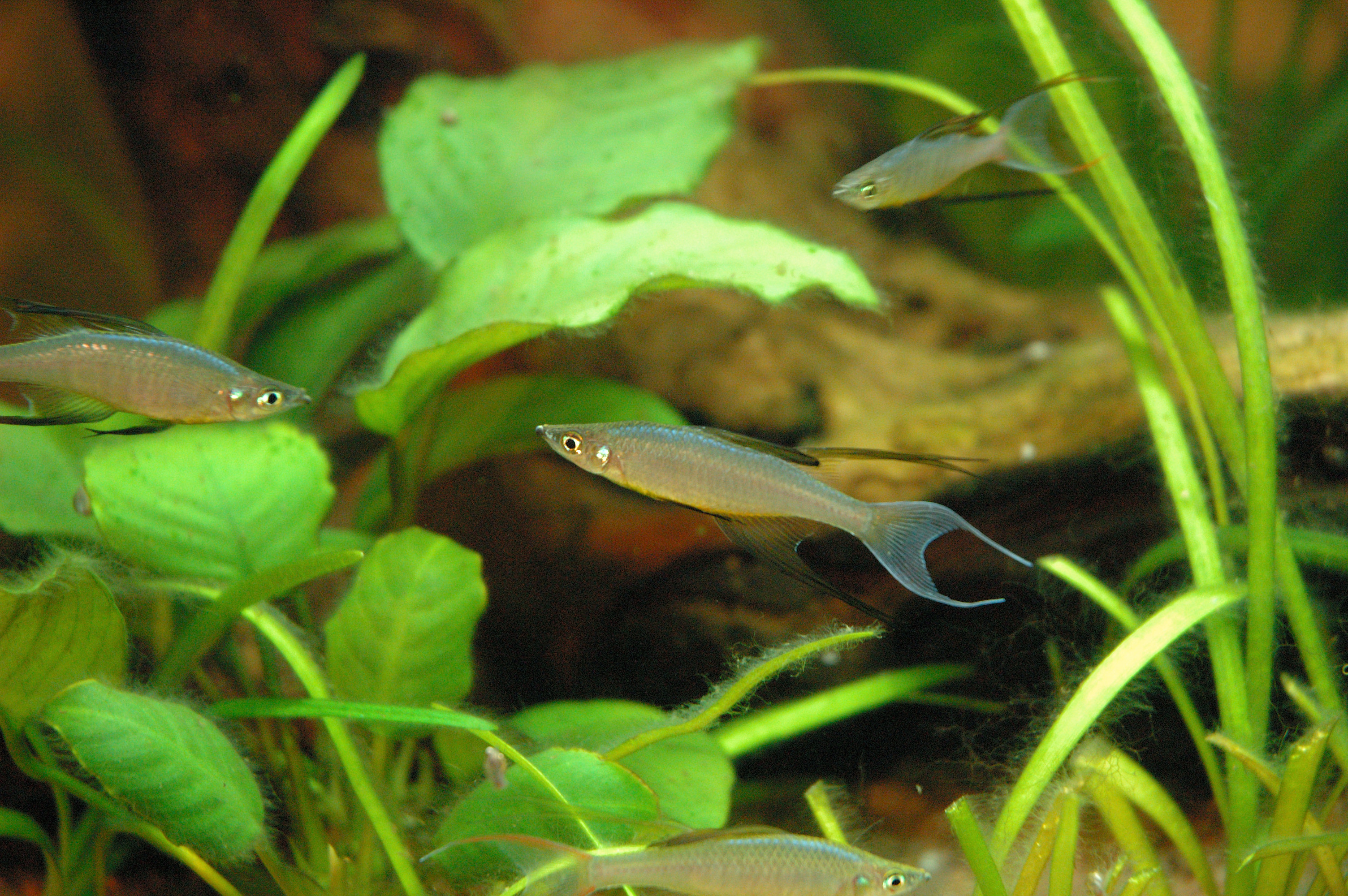
Iriatherina werneri

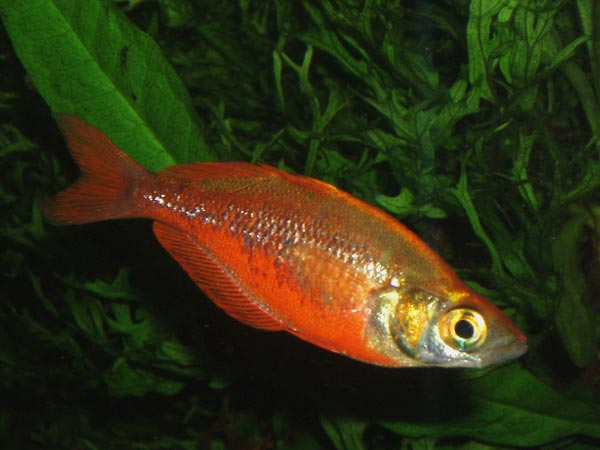
Glossolepis incisus

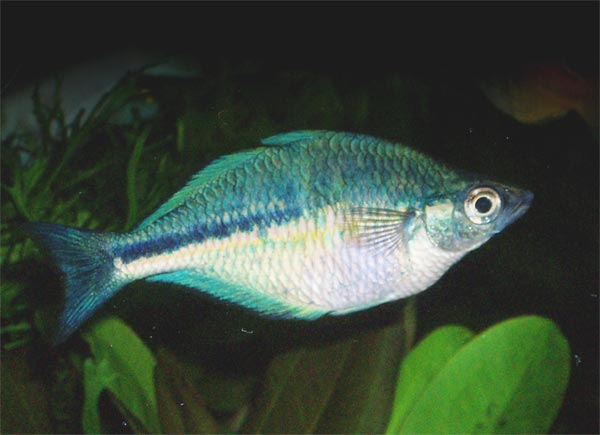
Melanotaenia lacustris

Melanotaeniidae é uma família de peixes de água doce. São peixes coloridos e de pequenas dimensões, que podem ser encontrados no Norte e Leste da Austrália e Nova Guiné e nas ilhas do Sudeste asiático.
Esta família derivao seu nome do género Melanotaenia, que em língua grega pode ser decomposto em Melano (= preto) e taenia (= bandeado), significando "de bandas pretas", uma alusão a bandas desta cor que percorrem o corpo dos peixes do género Melanotaenia.
São populares em aquariofilia. As populações selvagens destes peixes têm sido afectadas pela espécie Gambusia holbrooki, que é altamente agressiva.

## Espécies
A familia Melanotaeniidae é composta por 67 espécies, dividivas entre 7 géneros:
FishBase lists 71 species in seven genera:
- Genus Cairnsichthys
  - Cairns rainbowfish, Cairnsichthys rhombosomoides (Nichols & Raven, 1928).
- Genus Chilatherina
  - Chilatherina alleni Price, 1997.
  - Axelrod's rainbowfish, Chilatherina axelrodi Allen, 1979.
  - Bleher's rainbowfish, Chilatherina bleheri Allen, 1985.
  - Bulolo rainbowfish, Chilatherina bulolo (Whitley, 1938).
  - Highlands rainbowfish, Chilatherina campsi (Whitley, 1957).
  - Silver rainbowfish, Chilatherina crassispinosa (Weber, 1913).
  - Barred rainbowfish, Chilatherina fasciata (Weber, 1913).
  - Lorentz's rainbowfish, Chilatherina lorentzii (Weber, 1907).
  - Chilatherina pricei Allen & Renyaan, 1996.
  - Sentani rainbowfish, Chilatherina sentaniensis (Weber, 1907).
- Genus Glossolepis
  - Glossolepis dorityi Allen, 2001.
  - Red rainbowfish, Glossolepis incisus Weber, 1907.
  - Leggett's rainbowfish, Glossolepis leggetti Allen & Renyaan, 1998.
  - Spotted rainbowfish, Glossolepis maculosus Allen, 1981.
  - Sepik rainbowfish, Glossolepis multisquamata (Weber & de Beaufort, 1922).
  - Tami River rainbowfish, Glossolepis pseudoincisus Allen & Cross, 1980.
  - Ramu rainbowfish, Glossolepis ramuensis Allen, 1985.
  - Lake Wanam rainbowfish, Glossolepis wanamensis Allen & Kailola, 1979.
- Genus Iriatherina
  - Threadfin rainbowfish, Iriatherina werneri Meinken, 1974.
- Genus Melanotaenia
  - New Guinea rainbowfish, Melanotaenia affinis (Weber, 1907).
  - Ajamaru Lakes rainbowfish, Melanotaenia ajamaruensis Allen & Cross, 1980.
  - Yakati rainbowfish, Melanotaenia angfa Allen, 1990.
  - Arfak rainbowfish, Melanotaenia arfakensis Allen, 1990.
  - Western rainbowfish, Melanotaenia australis (Castelnau, 1875).
  - Batanta rainbowfish, Melanotaenia batanta Allen & Renyaan, 1998.
  - Boeseman's rainbowfish, Melanotaenia boesemani Allen & Cross, 1980.
  - Blue rainbowfish, Melanotaenia caerulea Allen, 1996.
  - Waigeo rainbowfish, Melanotaenia catherinae (de Beaufort, 1910).
  - Corona rainbowfish, Melanotaenia corona Allen, 1982.
  - Duboulay's rainbowfish, Melanotaenia duboulayi (Castelnau, 1878).
  - Lake Eacham rainbowfish, Melanotaenia eachamensis Allen & Cross, 1982.
  - Exquisite rainbowfish, Melanotaenia exquisita Allen, 1978.
  - Melanotaenia fluviatilis (Castelnau, 1878).
  - Sorong rainbowfish, Melanotaenia fredericki (Fowler, 1939).
  - Goldie River rainbowfish, Melanotaenia goldiei (Macleay, 1883).
  - Slender rainbowfish, Melanotaenia gracilis Allen, 1978.
  - Lake Tebera rainbowfish, Melanotaenia herbertaxelrodi Allen, 1981.
  - Irian Jaya rainbowfish, Melanotaenia irianjaya Allen, 1985.
  - Strickland rainbowfish, Melanotaenia iris Allen, 1987.
  - Yapen rainbowfish, Melanotaenia japenensis Allen & Cross, 1980.
  - Kamaka rainbowfish, Melanotaenia kamaka Allen & Renyaan, 1996.
  - Lake Kutubu rainbowfish, Melanotaenia lacustris Munro, 1964.
  - Lakamora rainbowfish, Melanotaenia lakamora Allen & Renyaan, 1996.
  - Macculloch's rainbowfish, Melanotaenia maccullochi Ogilby, 1915.
  - Mayland's rainbowfish, Melanotaenia maylandi Allen, 1983.
  - Misool rainbowfish, Melanotaenia misoolensis Allen, 1982.
  - Mountain rainbowfish, Melanotaenia monticola Allen, 1980.
  - Mubi rainbowfish, Melanotaenia mubiensis Allen, 1996.
  - Black-banded rainbowfish, Melanotaenia nigrans (Richardson, 1843).
  - Ogilby's rainbowfish, Melanotaenia ogilbyi Weber, 1910.
  - Oktedi rainbowfish, Melanotaenia oktediensis Allen & Cross, 1980.
  - Papuan rainbowfish, Melanotaenia papuae Allen, 1981.
  - Parkinson's rainbowfish, Melanotaenia parkinsoni Allen, 1980.
  - Lake Kuromai rainbowfish, Melanotaenia parva Allen, 1990.
  - Pierucci's rainbowfish, Melanotaenia pierucciae Allen & Renyaan, 1996.
  - Pima River rainbowfish, Melanotaenia pimaensis Allen, 1981.
  - Dwarf rainbowfish, Melanotaenia praecox (Weber & de Beaufort, 1922).
  - Pygmy rainbowfish, Melanotaenia pygmaea Allen, 1978.
  - Red-finned rainbowfish, Melanotaenia rubripinnis Allen & Renyaan, 1998.
  - Fly River rainbowfish, Melanotaenia sexlineata (Munro, 1964).
  - Checkered rainbowfish, Melanotaenia splendida inornata (Castelnau, 1875).
  - Red-striped rainbowfish, Melanotaenia splendida rubrostriata (Ramsay & Ogilby, 1886).
  - Eastern rainbowfish, Melanotaenia splendida splendida (Peters, 1866).
  - Desert rainbowfish, Melanotaenia splendida tatei (Zietz, 1896).
  - Melanotaenia sylvatica Allen, 1997.
  - Banded rainbowfish, Melanotaenia trifasciata (Rendahl, 1922).
  - Melanotaenia utcheensis McGuigan, 2001.
  - Van Heurn's rainbowfish, Melanotaenia vanheurni (Weber & de Beaufort, 1922).
- Genus Pelangia
  - Pelangia mbutaensis Allen, 1998.
- Genus Rhadinocentrus
  - Ornate rainbowfish, Rhadinocentrus ornatus Regan, 1914.